# Emmanuel Rukundo
Emmanuel Rukundo (nascut l'1 de desembre de 1959) és un sacerdot catòlic de Ruanda que el 2009 va ser condemnat per genocidi i crims contra la humanitat pel Tribunal Penal Internacional per a Ruanda (ICTR) per la seva participació en el Genocidi de Ruanda de 1994.
Rukundo va néixer a Kabgayi, província de Gitarama, Rwanda. Va ser ordenat sacerdot de l'Església Catòlica Romana el 1991. El 1993 es va convertir en capellà de l'exèrcit ruandès.
Rukundo també va ser cap al Seminari Menor St. Leon menor a Gitarama en el moment del genocidi de 1994. Segons les proves de l'ICTR, va ordenar als soldats hutus que segrestessin i assassinessin refugiats tutsis que buscaven refugi a Saint Leon. Rukundo també va ser considerat culpable d'assaltar sexualment a una jove dona tutsi.
Després del genocidi, Rukundo va fugir a Suïssa, on va rebre l'asil com a refugiat. Va ser arrestat per oficials suïssos el juliol de 2001 després que el TPIR va dictar una ordre de detenció. Rukundo va lluitar contra la seva extradició a la Cort Suprema de Suïssa, però el seu cas va ser desestimat i el 20 de setembre de 2001 va ser enviat a Arusha (Tanzània), per presentar-se davant el Tribunal Penal Internacional.
El procés de Rukundo va començar el 15 de novembre de 2006 i es va completar el febrer de 2008. Al febrer de 2009, la Cambra de Primera Instància del TPIR el va declarar culpable d'un càrrec de genocidi i de múltiples càrrecs d'assassinat com un crim contra la humanitat. La Sala de Primera Instància el va condemnar a 25 anys de presó, però es va reduir a 23 anys de presó a l'octubre de 2010.
Al juliol de 2016, Rukundo va demanar l'alliberament de la presó al TPIR a causa de la seva rehabilitació, i al desembre de 2016 va ser alliberat de la presó de Mali al costat de Ferdinand Nahimana, on havia complert 16 dels 23 anys de la seva condemna.